# Невский экспресс
«Невский экспресс» (№ 747А/748А) — скоростной пассажирский поезд, ежедневно курсирующий в обоих направлениях между Москвой и Санкт-Петербургом
В отличие от действовавшего с 1984 по 2009 годы на этом же маршруте скоростного электропоезда ЭР200, у которого все вагоны кроме головных были моторными, поезд «Невский экспресс» состоит из электровоза (ЧС200 или ЭП20), 11 пассажирских вагонов и одного вагона-ресторана производства Тверского вагоностроительного завода.
В состав поезда входят вагоны с местами для сидения I и II класса. Количество посадочных мест в вагоне с местами для сидения — 48 мест в вагоне с 6-местными купе и 68 мест в вагоне с салоном открытого типа.
Время «Невского экспресса» в пути: 4:05 (январь 2015). Скорость движения поезда до 200 км/ч (конструкционная — 220 км/ч). Поезд следует без остановок, а вагоны поезда оснащены мягкими креслами. Билет предусматривает питание и свежую прессу.
В апреле 2008 года РЖД объявили, что по факту запуска проекта высокоскоростной магистрали Санкт-Петербург — Москва ВСЖМ-1 необходимость в этих поездах отпадёт и они будут выведены из расписания. Однако после начала движения скоростных поездов «Сапсан» в ряде средств массовой информации появились сообщения со ссылкой на пресс-службу ОАО «Российские железные дороги» о том, что поезд продолжит курсировать. 6 июня 2010 года поезд был восстановлен в расписании.
До 1 июня 2014 года поезд имел нумерацию 167В/168В, которая была изменена на 747А/748А в связи с переходом к новой нумерации скоростных поездов.
Поезд перестал ходить по маршруту с 27 августа 2021 года. С 29 апреля 2022 года снова начал курсировать после капитального ремонта, а также поезду был выделен электровоз ЧС200-009 и перекрашен в цвета вагонов. Поезд из Санкт-Петербурга отправляется рано утром, из Москвы — вечером.

## Теракты и аварии
- 13 августа 2007 года — Авария поезда «Невский экспресс» (2007)
- 27 ноября 2009 года — Крушение «Невского экспресса» (2009)